# 徳楽寺 (岩手県軽米町)
徳楽寺（とくらくじ）は、岩手県九戸郡軽米町にある曹洞宗の寺院。所蔵する木造彫刻2体が岩手県から有形文化財に指定されている。

## 概要
1558年（永禄元年）、青森県三戸郡南部町の法光寺の末寺として開山した。当寺の本堂の欄間には昭和20年代に津軽の彫師が手掛けた彫刻が370カ所に及び、東北地方でも有数のものとされる。また薬師堂には文化財指定を受けた彫刻が安置され、5月8日に公開される。

## 文化財
以下が1959年（昭和34年）3月17日、県から文化財指定を受けた。

### 木造薬師如来坐像
- 像高124.8cm。木造、カツラ材、寄木造、彩色を施されている。頭部胴体は、一木から彫出し、内刳があるが、膝（欠失）と左腕は別木ではぎつけられ、光背・台座ともに欠失している。薬師像であるが、手印、持ち物は欠失している。平安時代中期の仏師の作と伝わる。

### 木造脇侍菩薩立像
- 像高124.5cm。木造、カツラ材、一木造、彩色を施されている。宝髻、天冠台をつけ、天衣裳を着用し、右手垂下、左手屈臂して立つ。光背・台座とも欠失。薬師三尊のうち、月光菩薩と推定され、作成年代は本尊と同じとされる。

## ギャラリー

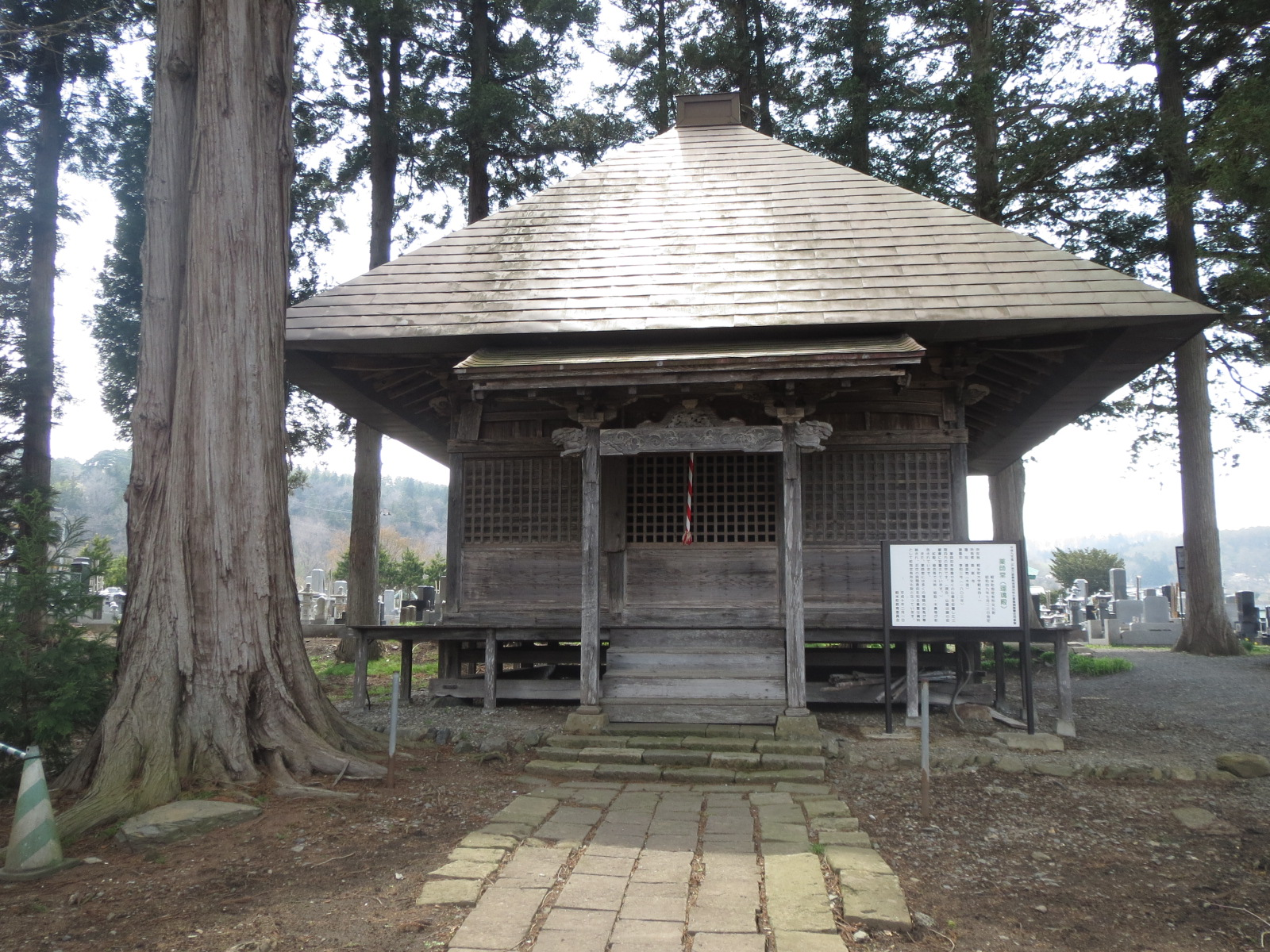
薬師堂

## 交通アクセス

### バス
- ジェイアールバス東北 軽米線[2]
- 岩手県北バス 軽米 - 陸中大野・伊保内方面[3]
- 南部バス F116[4]
  - 以上の路線で軽米大町バス停下車。徒歩5分

### 自動車
- 八戸自動車道軽米ICより車で5分[2]